# گاو کوهی معمولی
گاوکوهی معمولی یا الاند معمولی (نام علمی: Taurotragus oryx) نام یک گونه از زیرخانواده گاویان است.

## نگارخانه

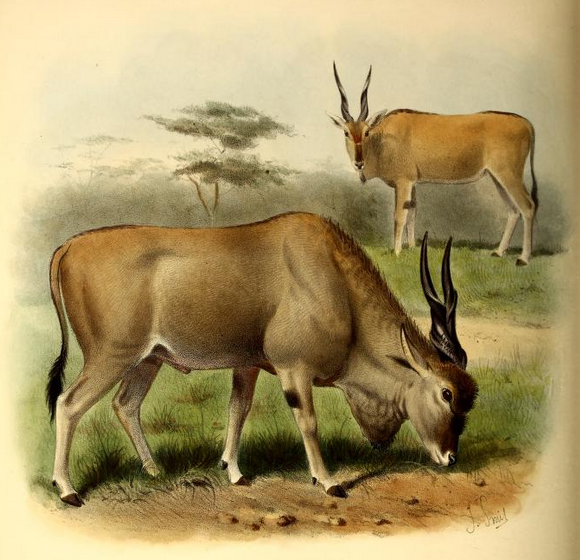
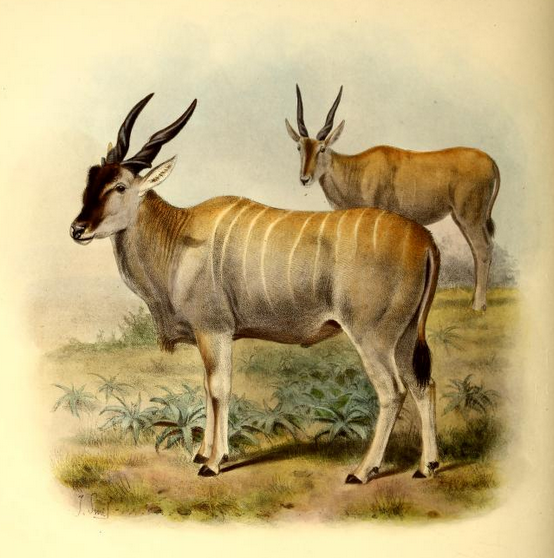